# Processo contra os juristas

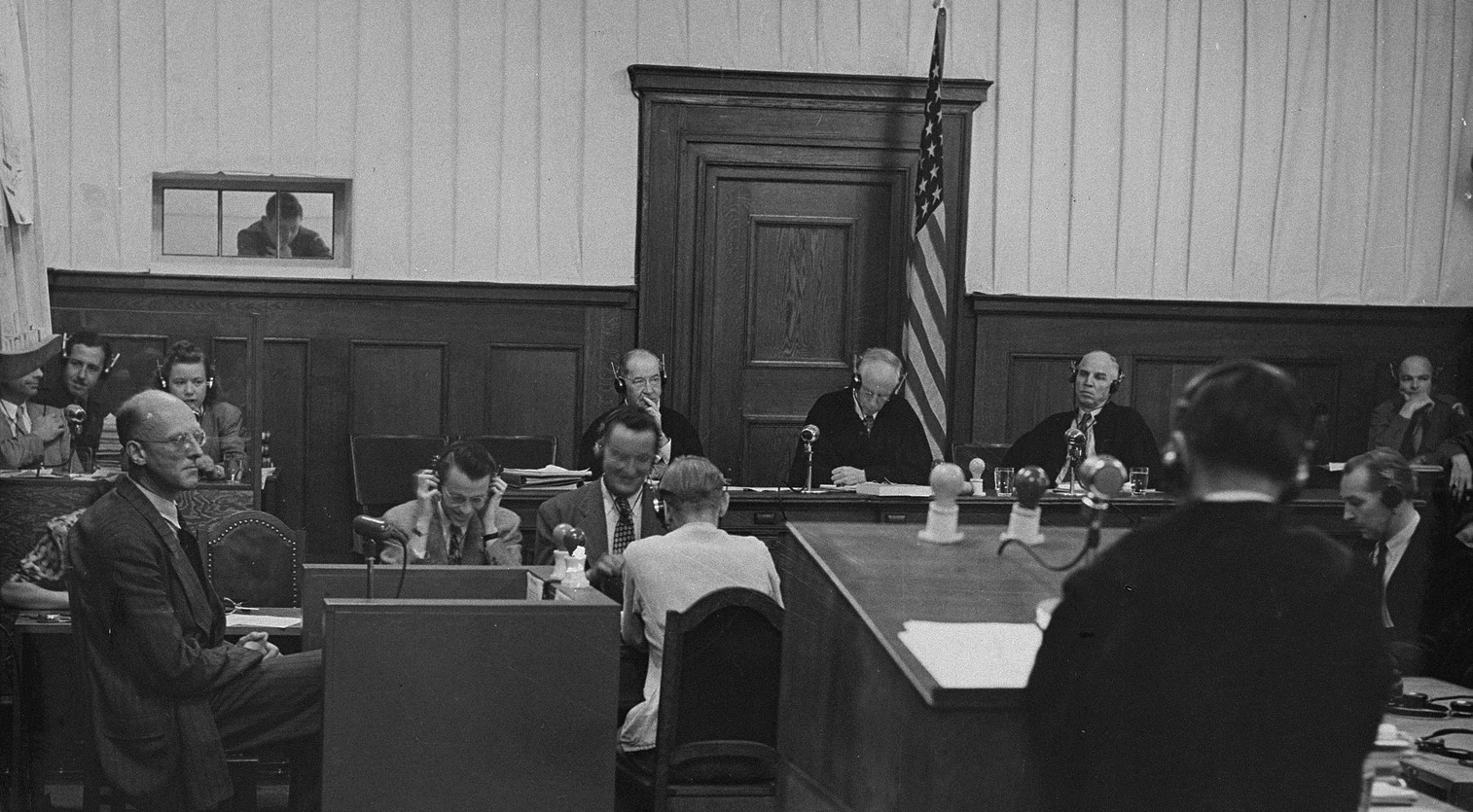
Uma testemunha depõe no Julgamento dos Juristas

O Processo contra os Juristas (em inglês:  Judges' Trial, Justice Trial, ou, oficialmente, The United States of America vs. Josef Altstötter, et al.) foi o terceiro dos 12 julgamentos por crimes de guerra que as autoridades dos Estados Unidos organizaram em sua zona de ocupação na Alemanha em Nuremberg após o final da Segunda Guerra Mundial. Estes doze julgamentos foram todos prestados perante cortes militares dos Estados Unidos, e não perante o Tribunal Militar Internacional, mas aconteceram nos mesmos ambientes do Palácio da Justiça de Nuremberg. Estes doze julgamentos dos Estados Unidos são coletivamente conhecidos como Processos de Guerra de Nuremberg.
Os réus neste caso foram 16 juristas e advogados alemães. Nove foram oficiais do Ministério da Justiça, e os outros promotores e juízes das Cortes especiais e das Cortes Populares da Alemanha Nazista. Os réus foram dentre outras acusações apontados como responsáveis pela implementação e promoção do programa nazista de "pureza racial" através das leis de eugenia e raça.
Os juízes deste caso, conduzido perante o Tribunal Militar III, foram Carrington Tanner Marshall (presidente), ex-chefe de justiça da Suprema Corte de Ohio, James T. Brand, justiça associada da Suprema Corte de Oregon, Mallory B. Blair, ex-juiz da Corte de Apelação do Texas, e Justin Woodward Harding como juiz alternativo. Marshall teve de se retirar devido a problemas de saúde em 19 de junho de 1947, quando então Brand tornou-se presidente e Harding um membro pleno do tribunal. O chefe do conselho de acusação foi Telford Taylor e seu vice foi Charles Marion La Follette. O indiciamento foi apresentado em 4 de janeiro de 1947; o julgamento durou de 5 de março a 4 de dezembro de 1947. Dez dos réus foram considerados culpados; quatro receberam sentença de prisão perpétua e seis receberam sentenças de prisão por tempo variável. Quatro pessoas foram absolvidas de todas as acusações. Os processos de Karl Engert e Carl Westphal não tiveram sentença, por terem sido suspensos.

## Acusações
1. Participação em um plano comum ou conspiração para cometer crimes de guerra e crimes contra a humanidade;
2. Crimes de guerra mediante o abuso de processos judiciais e penais, resultando em assassínio em massa, tortura, pilhagem de propriedade privada;
3. Crimes contra a humanidade sob a mesma base, incluindo trabalho escravo;
4. Membro das organizações criminosas NSDAP ou SS.

A acusação 4 foi aplicada somente a Altstötter, Cuhorst, Engert, Joel (com relação à SS) e a Cuhorst, Oeschy, Nebelung e Rothaug concernindo liderança no NSDAP. As duas organizações foram previamente declaradas como criminosas nos Julgamentos de Nuremberg.
A acusação 1 foi descartada: o tribunal declarou que a acusação estava fora de sua alçada. O juiz Blair apresentou um parecer divergente, que julgou que o tribunal deveria ter feito uma declaração de que os Tribunais Militares dos Julgamentos de Nuremberg, de facto, tinham jurisdição sobre a acusação de "conspiração para cometer crimes de guerra e crimes contra a humanidade".
Todos os réus se declararam "inocentes".

## Réus

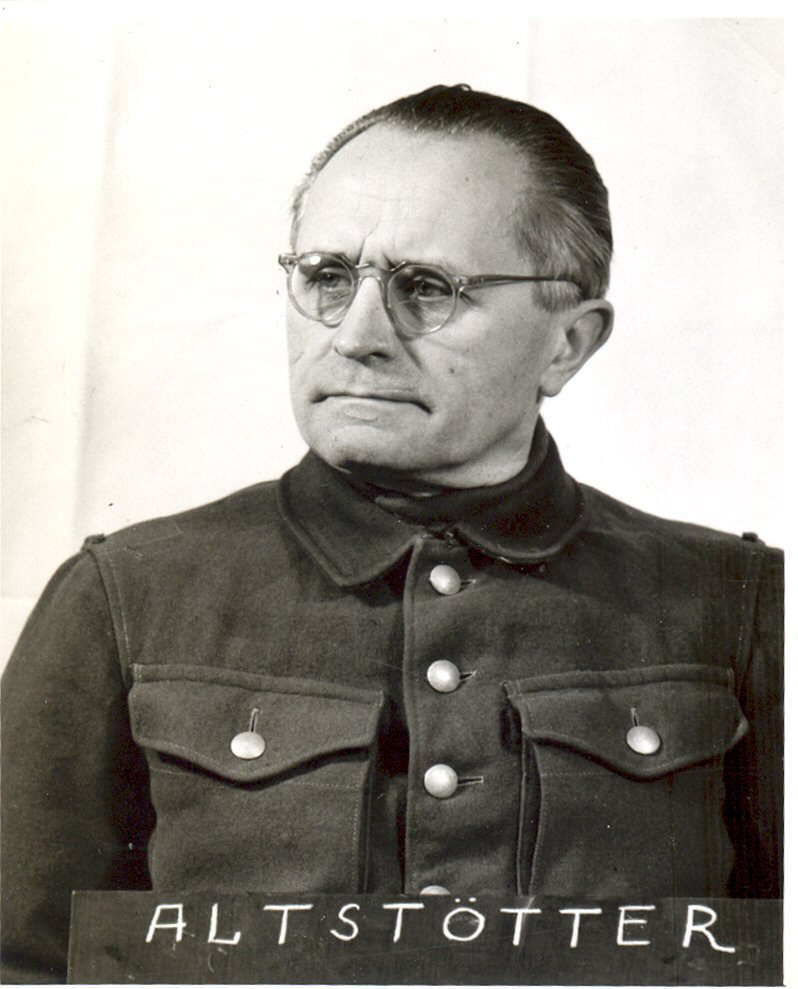
Josef Altstötter
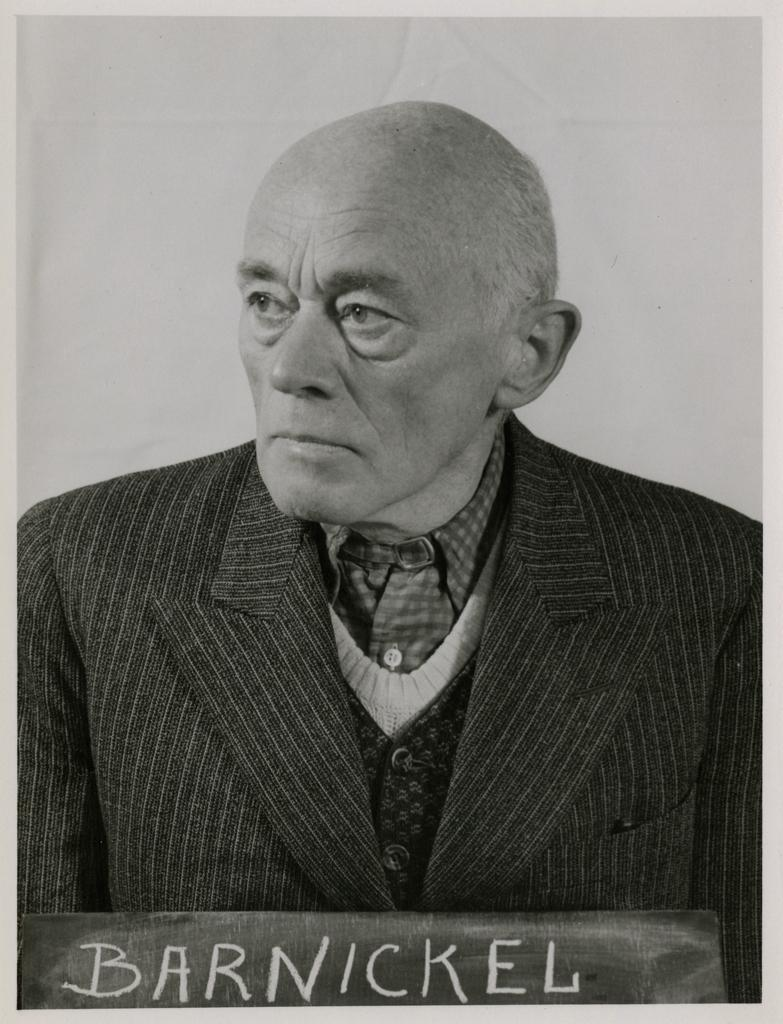
Paul Barnickel
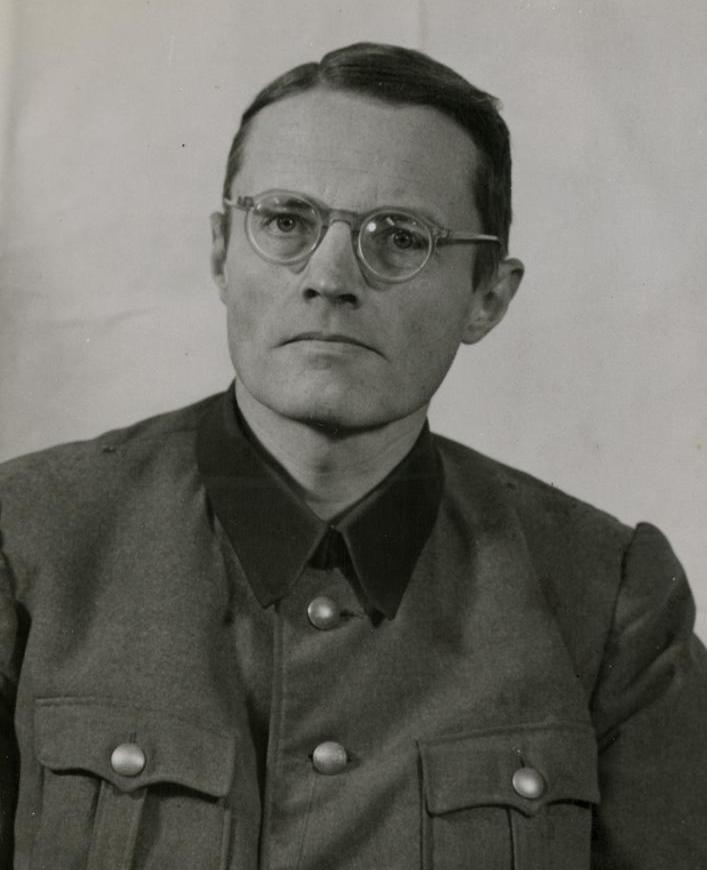
Hermann Cuhorst
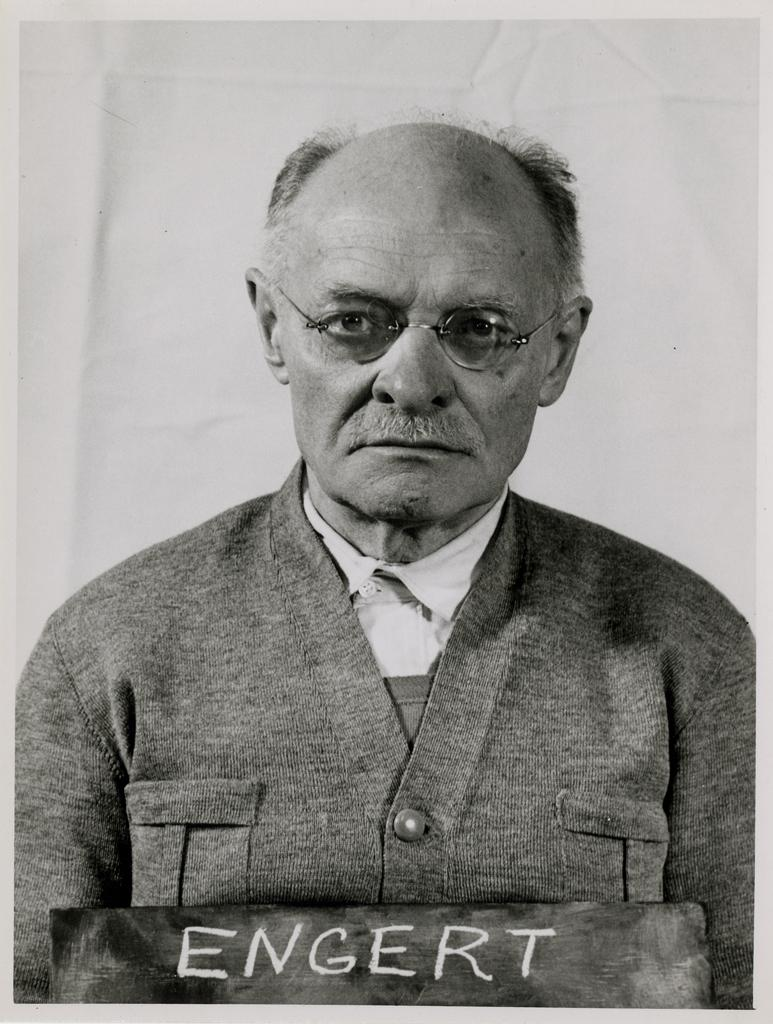
Karl Engert
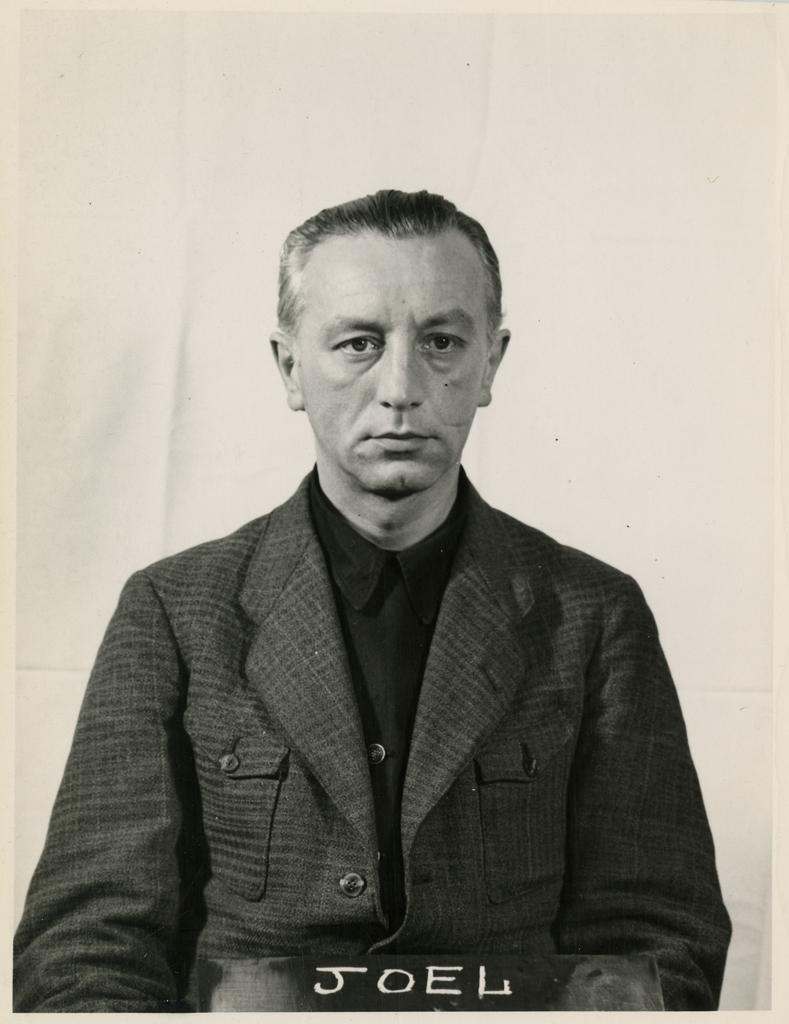
Günther Joel
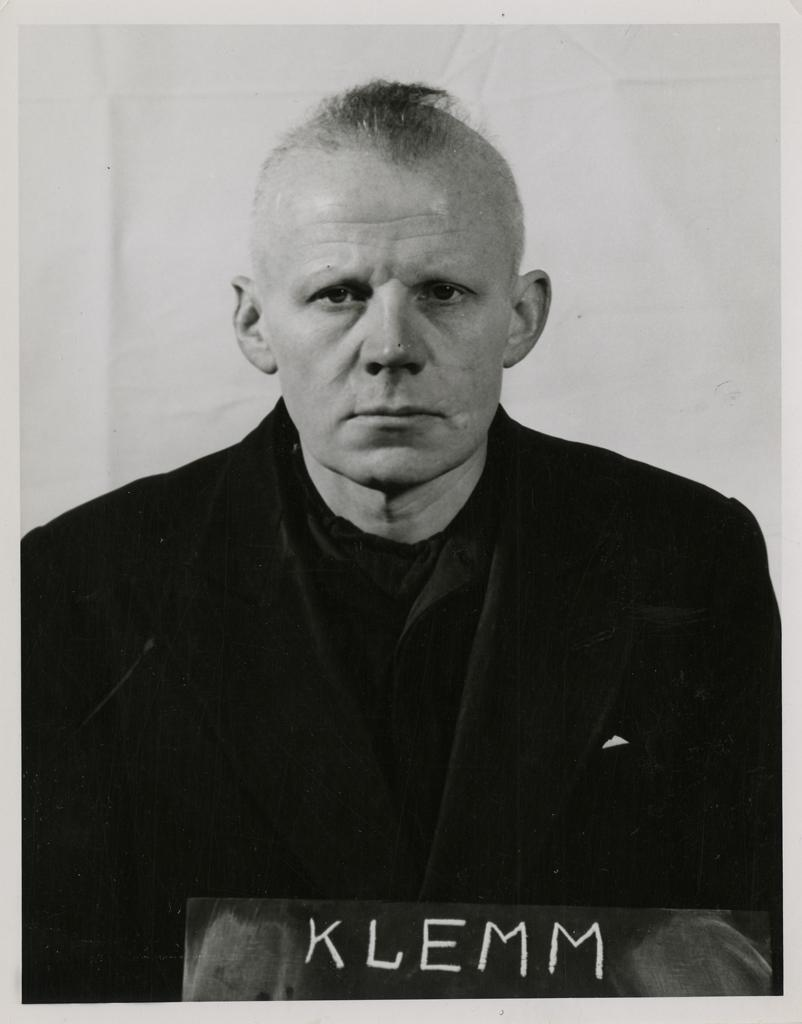
Herbert Klemm
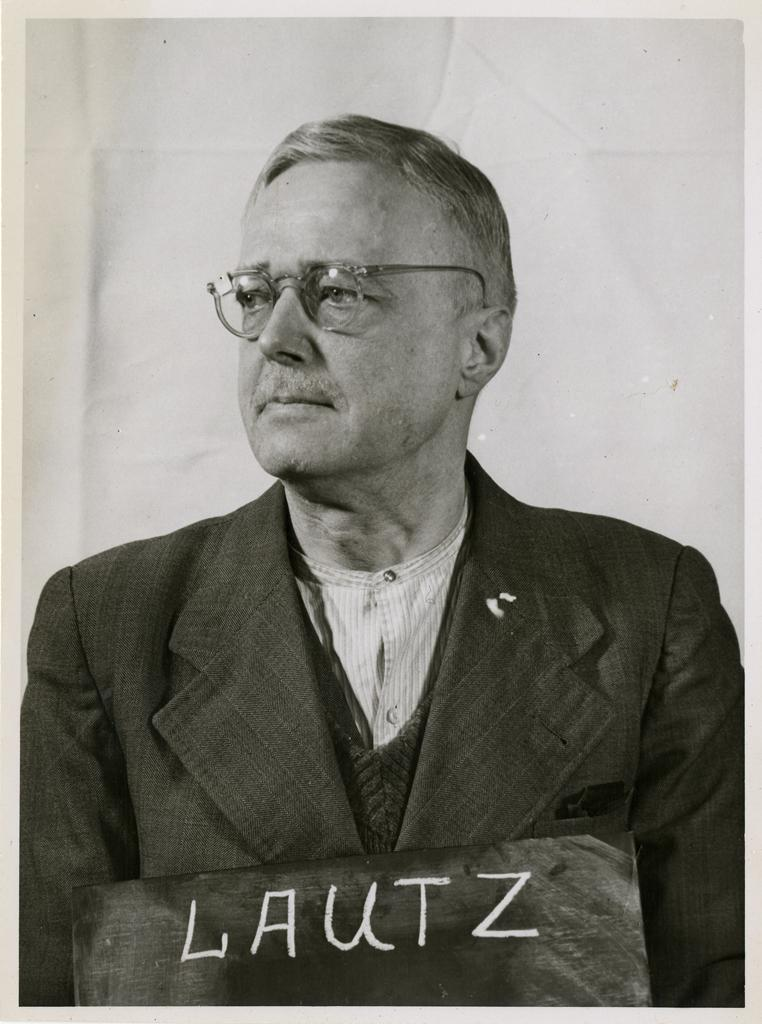
Ernst Lautz
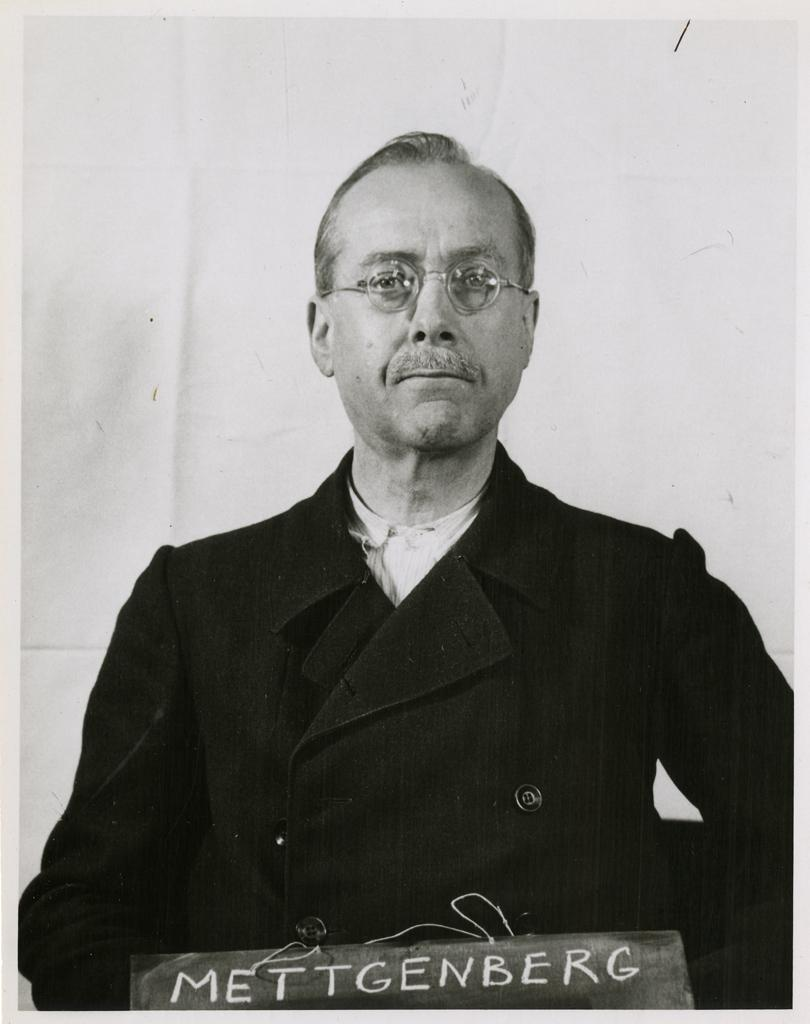
Wolfgang Mettgenberg
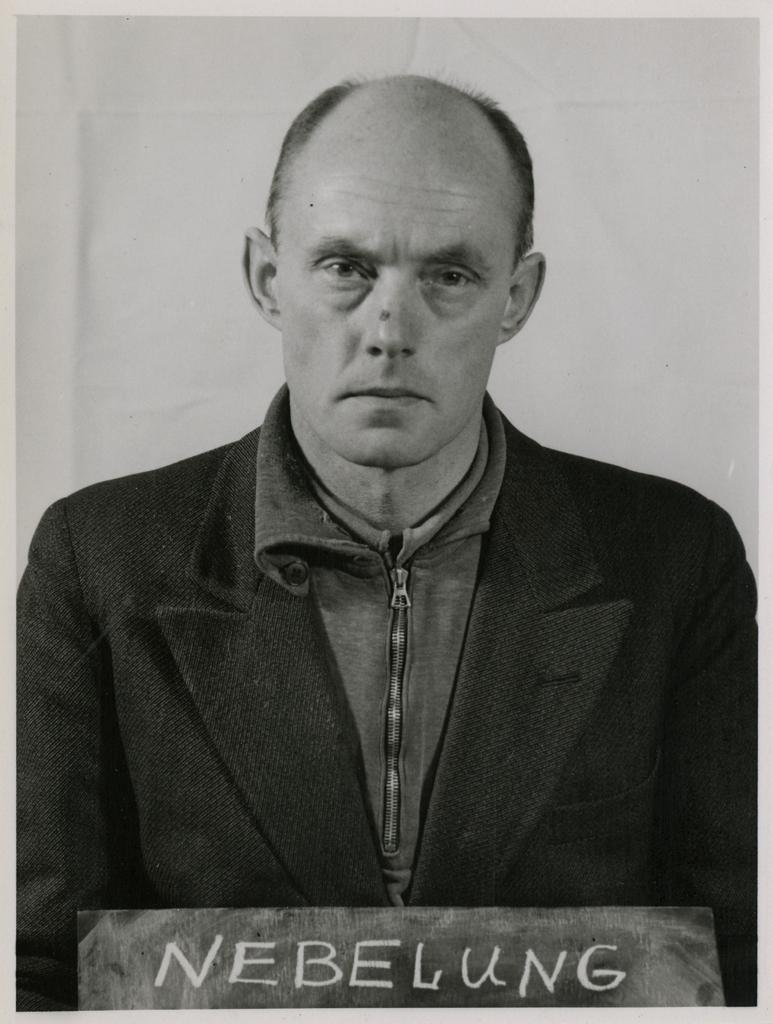
Günther Nebelung
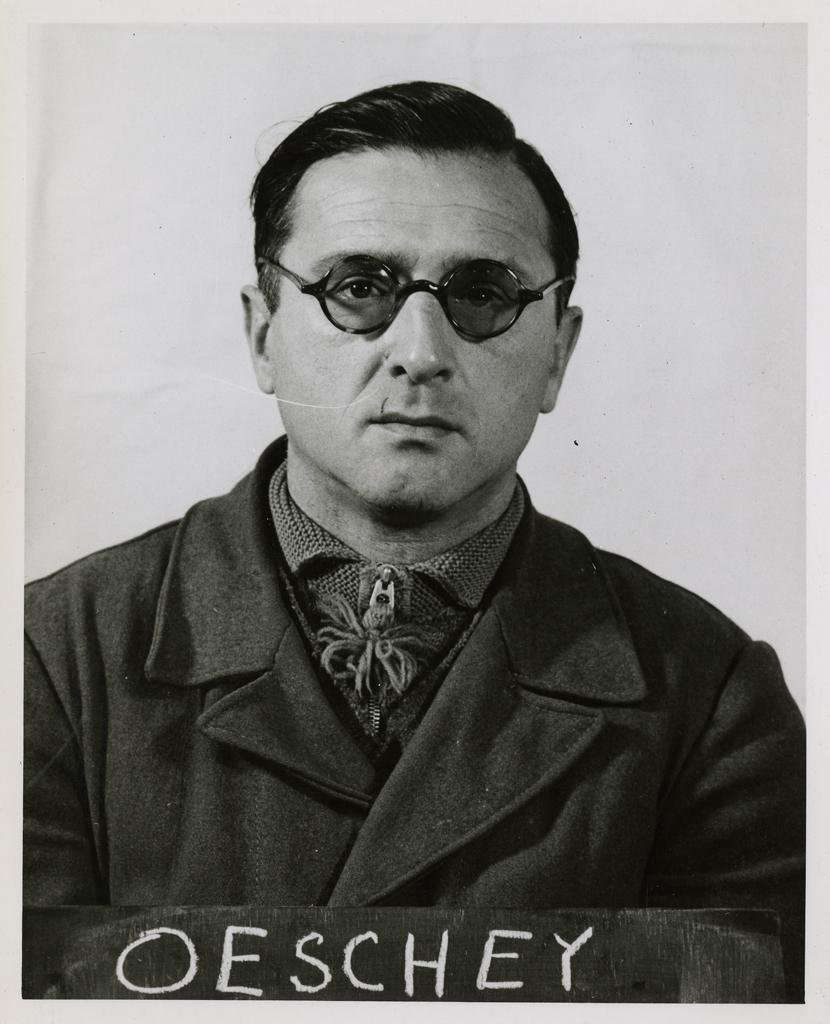
Rudolf Oeschey
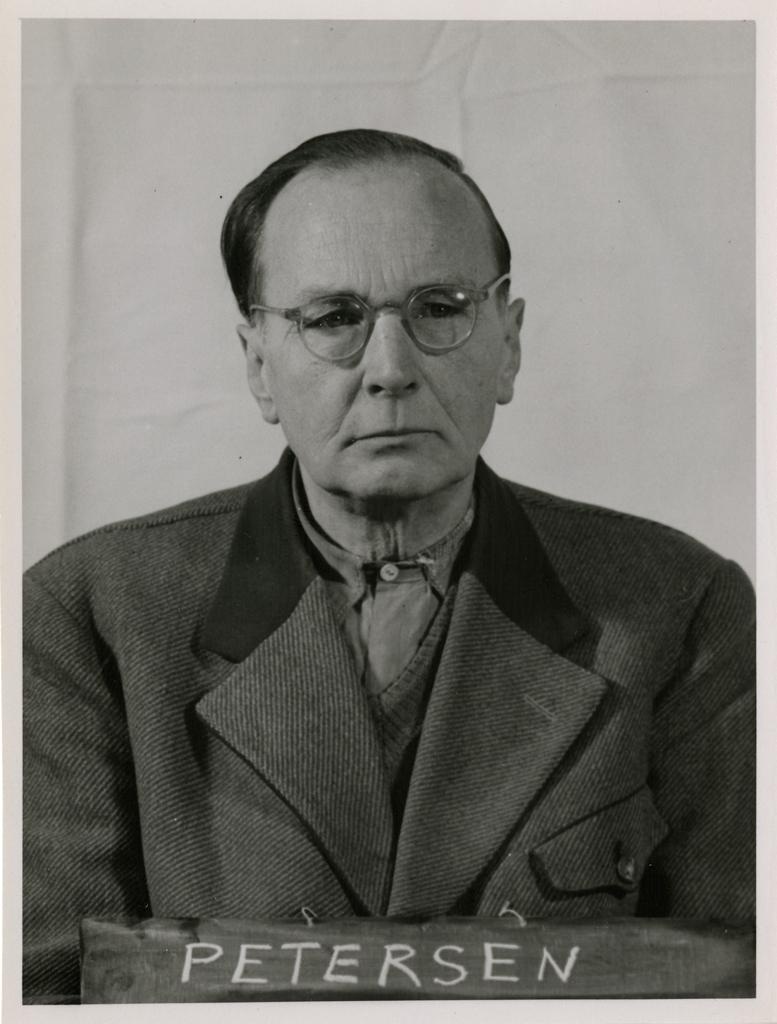
Hans Petersen
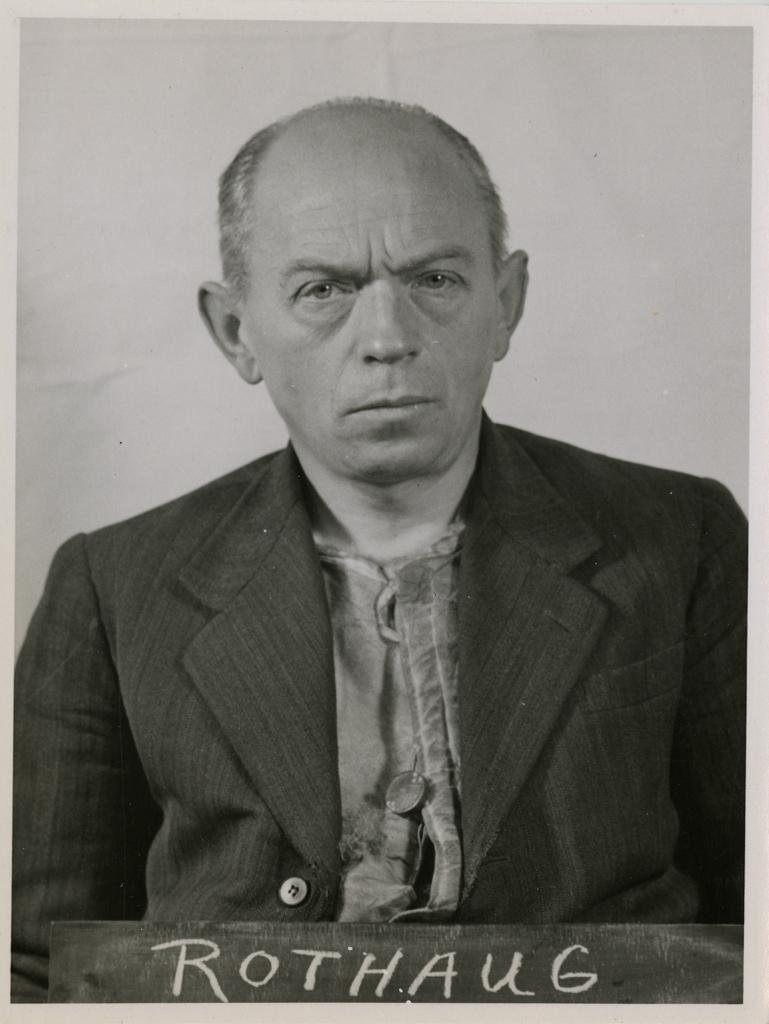
Oswald Rothaug
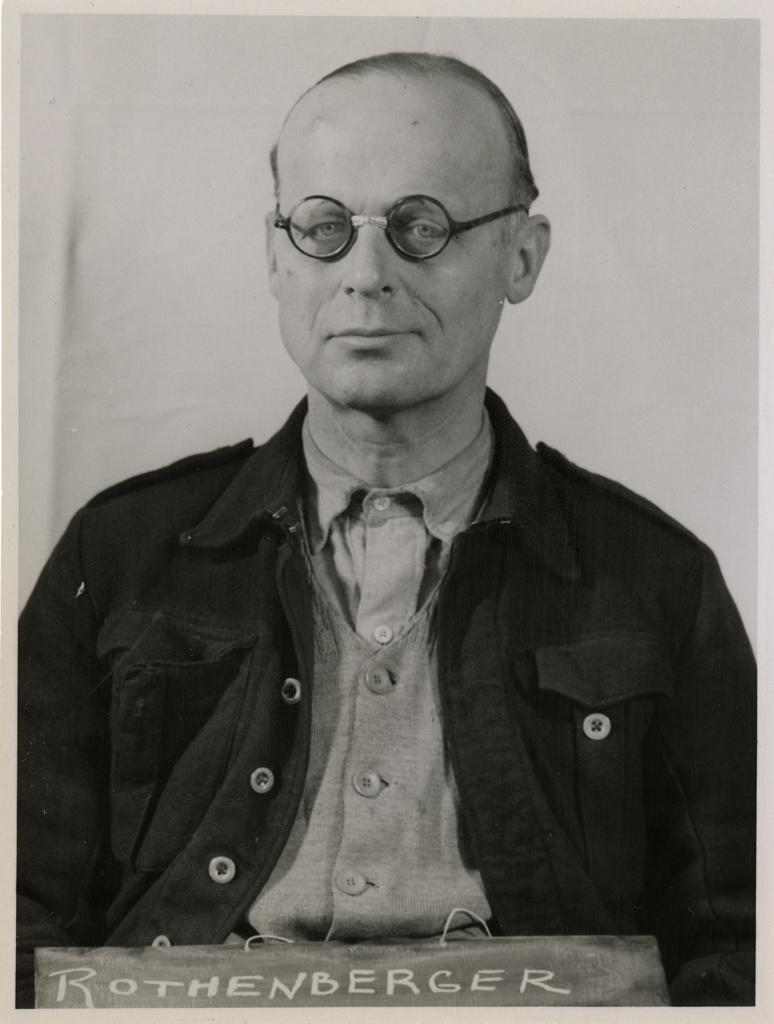
Curt Rothenberger
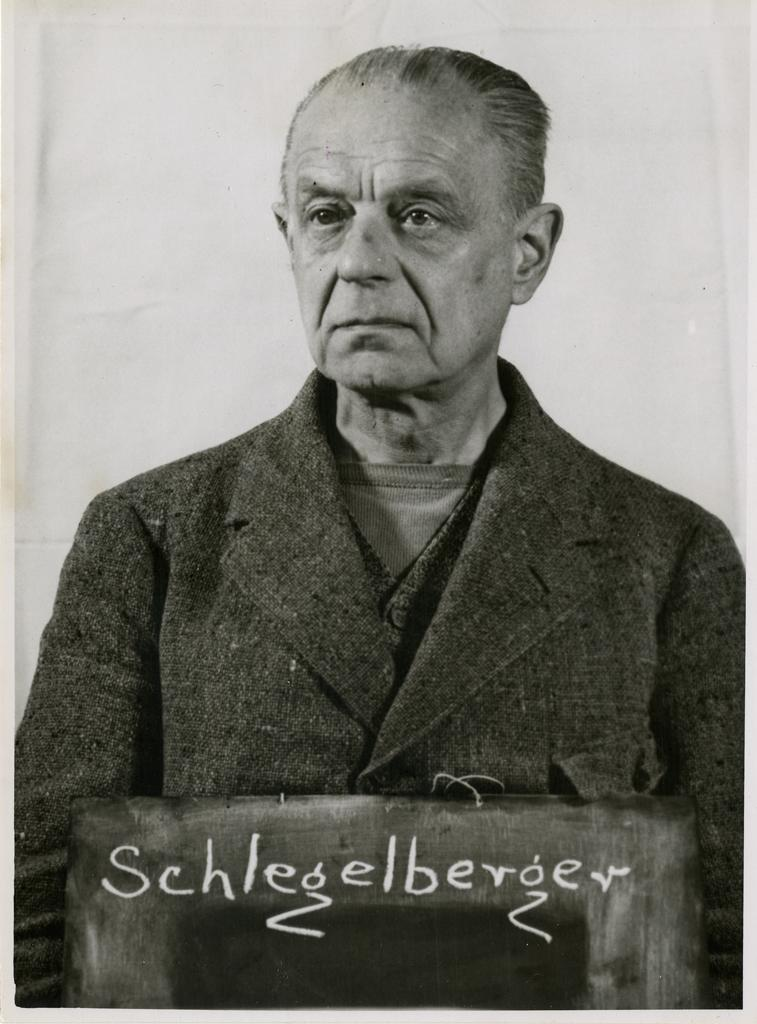
Franz Schlegelberger
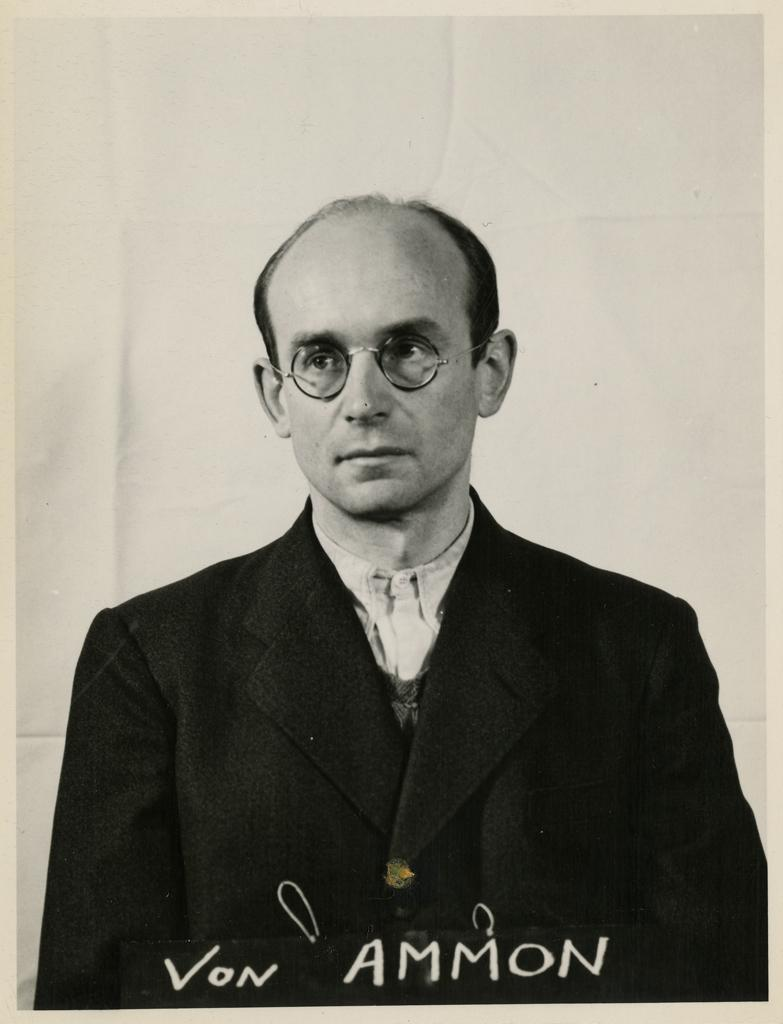
Wilhelm von Ammon

| Nome                      | Sentença                                                                                                |
| ------------------------- | --- |
| Josef Altstötter          | 5 anos, incluindo tempo já cumprido; solto em 1950; morreu em 1979 em Nuremberg                         |
| Paul Barnickel [de]       | absolvido; morreu em 1966 em Munique                                                                    |
| Hermann Cuhorst [de]      | absolvido; morreu em 1991 em Kressbronn am Bodensee                                                     |
| Karl Engert [de]          | julgamento declarado anulado devido a doença; morreu em 8 de setembro de 1951                           |
| Günther Joël [de]         | 10 anos, incluindo tempo já cumprido, solto em 31 de janeiro de 1951; morreu em 12 de maio de 1978      |
| Herbert Klemm [de]        | prisão perpétua; comutada para 20 anos e solto em 1956; data da morte desconhecida                      |
| Ernst Lautz [de]          | 10 anos, incluindo tempo já cumprido, solto em janeiro de 1951; morreu em 1979 em Lübeck                |
| Wolfgang Mettgenberg [de] | 10 anos, incluindo tempo já cumprido; morreu em 1950 na prisão de Landsberg                             |
| Günther Nebelung [de]     | absolvido; morreu em 1970 em Seesen                                                                     |
| Rudolf Oeschey [de]       | prisão perpétua; comutada para 20 anos e solto em 1956; morreu em 12 de setembro de 1980 em Neuss       |
| Hans Petersen [de]        | absolvido; morreu em 1963                                                                               |
| Oswald Rothaug [de]       | prisão perpétua; comutada para 20 anos e solto em 22 de dezembro de 1956; morreu em 1967 em Colônia     |
| Curt Rothenberger [de]    | 7 anos, incluindo tempo já cumprido; solto em 1950; morreu em 1959 em Hamburgo                          |
| Franz Schlegelberger      | prisão perpétua; solto em 1950 por razões de saúde; morreu em 1970 em Flensburg                         |
| Wilhelm von Ammon [de]    | 10 anos, incluindo tempo já cumprido; solto em 31 de janeiro de 1951 por John J. McCloy; morreu em 1992 |
| Carl Westphal             | cometeu suicídio em 1946 após ser indiciado, antes do início do julgamento.                             |

Os oficiais de maiores patentes do sistema judicial nazista não puderam ser julgados: Franz Gürtner, ministro da Justiça, morreu em 1941; Otto Georg Thierack, ministro da Justiça desde 1942, suicidou-se em 1946, e Roland Freisler, presidente das Cortes Populares desde 1942, foi morto em 1945 durante um bombardeio sobre Berlim. Hans Globke, que morreu em 1973, não foi indiciado como réu.